# ستيفن سادوفسكي
ستيفن سادوفسكي هو فنان كندي، ولد في 1968.